# 一九五二年日航機「撃墜」事件
『一九五二年日航機「撃墜」事件』（せんきゅうひゃくごじゅうにねんにっこうきげきついじけん）は、松本清張の長編小説。1952年4月に起こったもく星号墜落事故から40年目となる1992年4月、角川書店より書き下ろし刊行された。1974年に刊行された『風の息』と同じ事故を素材とするが、登場人物およびストーリーは全く新たな設定で執筆されている。
本作は同年8月7日に死去した松本が存命中に刊行された最後の長編小説でもある。

## あらすじ
1963年のこと、明和産業宣伝部の下坂孝一は、書庫でふと目についた洋書を開くが、それはICAOの民間航空機事故摘要であり、そこにもく星号墜落事故の脱漏をいぶかる書き込みを見つける。そこへ新聞社嘱託の岸井善太郎が顔を出し、この脱漏が偶然か故意かの問いに触発されたかっこうで、2人は事故当時の報道や官報を渉猟する。岸井はアメリカ空軍が日本側の捜索の眼を遠州灘に釘づけし、その間に伊豆大島・三原山の事故現場に兵士を降ろし、都合の悪い証拠を持ち去ったとする説をあげた上で、元パイロットの山口五郎を呼び、当時の村上義一運輸大臣が洩らした「東京モニター」の謎について説明する。山口は当時の「事故調査報告書」のコピーを持ち出すが、村上運輸大臣の発言にある、アメリカ空軍機は付近を航行中であったという事実が報告書から脱漏していることに、下坂は疑問を抱く。岸井は科学雑誌『科学日本』1952年7月号の対談記事から、もく星号の右の補助翼タブが未発見という情報を得るが、補助翼タブについては事故調査報告書で触れられず、アメリカの占領政策に不利益な言論はすべて封じ込められていた中、報告書はアメリカ側を刺激しないよう「官僚の作文」になったと岸井は考える。補助翼タブはアメリカ空軍機から機関銃で撃たれたのではないか、命中させるつもりはなかったがおどかすつもりだったと、下坂は仮定する。
下坂は『人物往来』1956年3月号掲載の写真が『サン写真新聞』の宮田忠彦撮影写真と同じであることに気づき、その記事から、もく星号の唯一の女性客・烏丸小路万里子がアメリカ軍基地でダイヤモンドを売っていたことを知る。続いて下坂は烏丸小路万里子の住所を訪れ、生前の烏丸小路万里子の様子を聞き、画家の浅木佐津子が常連として来ていたことを知る。下坂は烏丸小路万里子が甲府市に駐屯していた米軍関係の仕事についていたことから、山梨県立図書館を訪れて『山梨時事新報』の記事「占領下の甲府物語」を閲覧、烏丸小路万里子が滞在していた湯村温泉の「仙峡ホテル」を訪問する。浅木佐津子から、烏丸小路万里子宅の常連の一人に寺島良之という没落華族がいたことを聞くものの、寺島は精神の耗弱をきたしており、烏丸小路万里子の墓があると発言した千葉県成田市の東勝寺を訪れるも、空振りに終わる。
1965年のこと、下坂、岸井、山口は明和産業の小会議室に集まり、もく星号は演習中の国連軍によって仮想敵機として攻撃され墜落、「東京モニター」は国連軍の不始末をごまかすためのでっち上げであったとする。また、三原山に到着したアメリカ兵は二人だけでなく大勢であり、烏丸小路万里子にまつわるダイヤモンドのスキャンダル発覚を防ぐために回収、アメリカ空軍が日航に圧力をかけて烏丸小路万里子の資料を取り上げたと結論する。浅木佐津子の話から、烏丸小路万里子は事故当時四十五・六歳であり、妹とされる木村芳子は、年齢差から実は烏丸小路万里子の娘ではないかと下坂は推測し、『サン写真新聞』に載った木村芳子の談話に、烏丸小路万里子への想いを読み取る。

## 主な登場人物

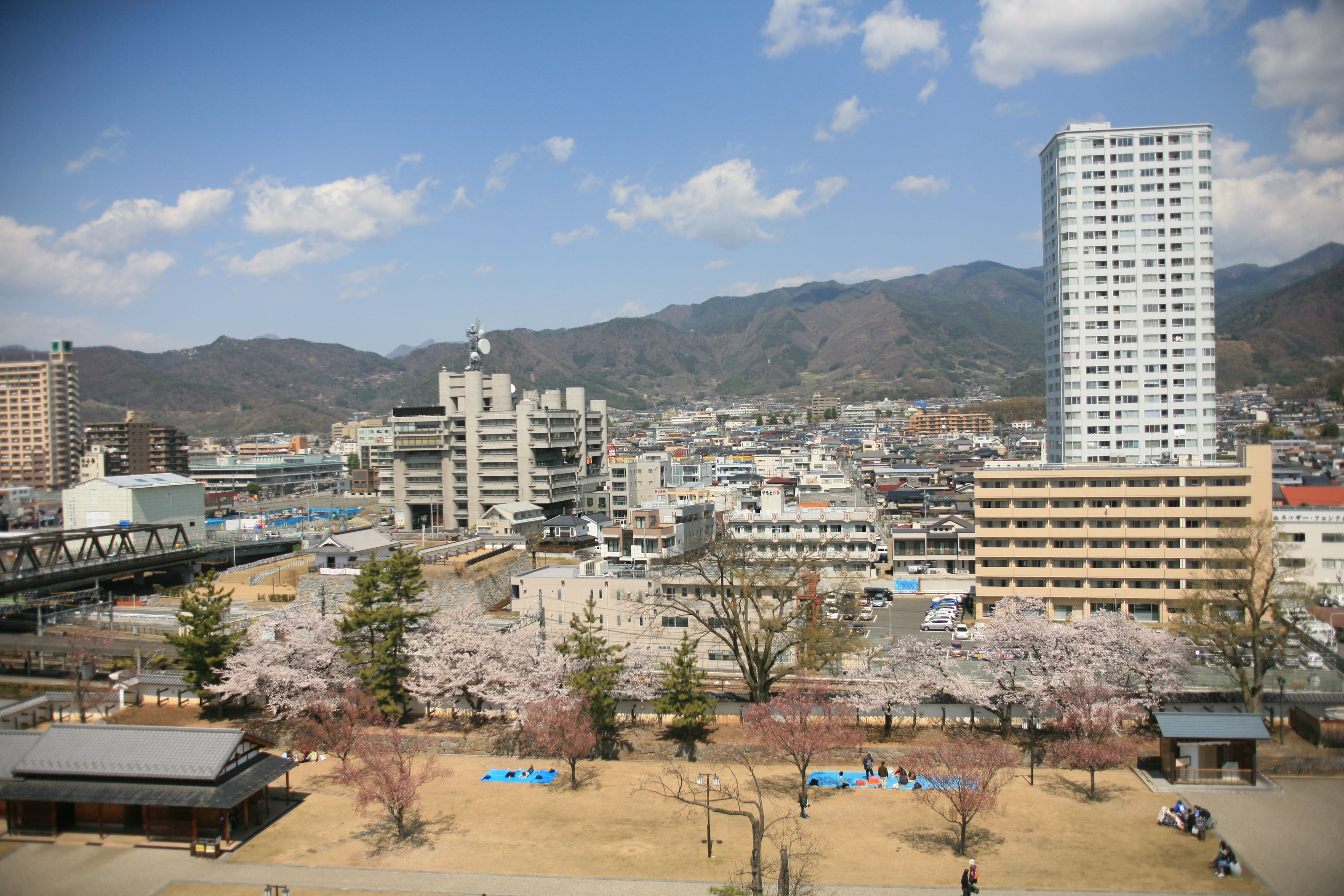
「甲府」の節で「信玄の躑躅ヶ崎館跡積翠寺山が真正面だった」と描写される、甲府城跡北側の眺め

下坂孝一
東京・京橋近くの食品メーカー「明和産業」の宣伝雑誌「ことぶき」の編集長。小説家を志望している。
岸井善太郎
有楽町にあるR新聞の嘱託。下坂が私淑している。
山口五郎
E新聞社航空部の嘱託。パイロットの経歴を持つ。
烏丸小路万里子
もく星号の唯一の女性客で宝石デザイナー。
田口キミ
烏丸小路万里子に東京で部屋を貸していた婦人。
浅木佐津子
烏丸小路万里子の部屋で画を教えていた新進画家。
浅野弘
山梨県立図書館の主任司書。
細川みち子
湯村温泉「仙峡ホテル」のママ。

## エピソード
- 本作執筆の契機について、推理小説研究家の山前譲は、1983年に発生した大韓航空機撃墜事件がひとつのきっかけになったのかもしれないと述べている[6]。日本近代文学研究者の岡田豊は、タイトルに「もく星」号ではなく「日航機」とあることに着目すれば、1985年の日本航空123便墜落事故との連関性が生まれるとも考えられる、と述べている[7]。
- 浅木佐津子のモデルである舞台美術家・画家の朝倉摂は、小原院陽子（＝烏丸小路万里子）に週に1回デッサンを教えに通ったと述べている[8]。
- 朝倉摂は『砂の器』『考える葉』『回想的自叙伝 (半生の記)』『状況曲線』『聖獣配列』各松本清張作品の連載時の挿絵を担当していたが、朝倉摂をモデルとする人物が登場する本作は、清張の生前に刊行された最後の長編小説となり、約4か月後に清張は死去、朝倉摂は富士見台霊園の清張の墓所のデザインを行った[8]。

## 『日本の黒い霧』および『風の息』との関係
- 著者は1960年発表の『日本の黒い霧』中の『「もく星」号遭難事件』[9]で最初にもく星号墜落事故を取り上げたが、同編の5か月後に発表の『征服者とダイヤモンド』では「この小原院陽子さんについては、筆者は「もく星」号遭難事件にも書いたが、最近になって、少々考え直さなければならないような要素を持っていることに気づいている」と記している[10]。日本近代文学研究者の岩崎文人は、『日本の黒い霧』に収められた『「もく星」号遭難事件』と『征服者とダイヤモンド』が、『一九五二年日航機「撃墜」事件』として「結実する」」と説明している[11]。
- もく星号墜落事故のおさらいを冒頭に置く構成は1974年刊行の『風の息』と共通する。冒頭の「「誤報」の偽装」は本作に追加された節であり、「情報の混乱」から「交信テープ行方不明」の章までは、一部の語句が変更されている以外は『風の息』と同一である。
- 『風の息』後半の中心をなす、事故原因をめぐる航空専門家との対決、航空知識による専門的議論は、本作ではその大半がカットされている。日本近代文学研究者の岡田豊は、本作では犠牲者の小原院陽子の物語がクローズアップされていると指摘している[7]。
- 遠州灘への捜索集中の命令がマシュー・リッジウェイ最高司令官から出たとする説明は『風の息』と異なる。作中では岸井と山口の会話として「こういうことは巨大な権力で隠密裏に行なわれているから、実証するのは不可能です。しかし、傍証を積んでゆけば、それが実証になります。歴史家もそうした推理を『史眼』と云っていますからね」と述べられている[12]。